# Simão Mate Júnior
Simão Mate Júnior (Maputo, 23 de junho de 1988), conhecido por Simão Mate ou apenas Simão, é um futebolista moçambicano que atua como volante/médio defensivo ou zagueiro/central. Está sem clube desde 2021, quando deixou o Vegalta Sendai alegando questões pessoais.
Representou a seleção de Moçambique na Copa Africana de Nações de 2010.

## Carreira
Revelado pelo Ferroviário de Maputo,[carece de fontes?] Simão Mate estreou-se profissionalmente em 2007 no Panathinaikos, onde passou um período de testes. Após três semanas, foi aprovado pelo clube e assinou por quatro anos. Surpreendeu o técnico José Peseiro e os torcedores/adeptos do Panathinaikos com solidez, técnica e tenacidade em campo, atuando em 21 partidas na campanha. Com o neerlandês Henk ten Cate, e apesar de ter sido contratado como zagueiro/central, foi usado com frequência como volante/médio defensivo. Ele chegou a ser incluído entre os 40 melhores jogadores jovens na lista do jornal desportivo Tuttosport, sendo o primeiro moçambicano a ser nomeado.
Simão deixou o Panathinaikos em junho de 2012, 16 dias antes do final de seu contrato, e 5 dias depois foi anunciado como novo reforço do Shandong Luneng, tendo atuado em apenas 17 jogos pela equipa chinesa, com um golo marcado.
Em março de 2013 assinou com o Levante, tornando-se o segundo moçambicano a defender um clube da Espanha. Pelos Granotes, o volante/médio defensivo disputou 96 partidas oficiais e marcou 4 golos.
Passou ainda por Al-Ahli Doha e Vegalta Sendai, chegando a ser capitão da equipa em 2020. Em agosto de 2021, Simão deixou o Vegalta alegando questões pessoais, e desde então permanece sem clube.

## Seleção Moçambicana
Pela Seleção Moçambicana, Simão Mate participou na Copa Africana de Nações de 2010, disputando os três jogos na campanha dos Mambas, que caíram na primeira fase. Entre 2007 e 2016, atuou em 42 partidas.

## Títulos
Panathinaikos
- Campeonato Grego: 2009–10
- Copa da Grécia: 2009–10